# S (canción)
S es una canción de la banda chilena de Nu metal Rekiem, proviene del álbum Unlike, y es la canción más conocida de ese álbum.

## Otras versiones
Se sabe que la canción fue versionada en vivo, pero esta vez en español (ya que la canción originalmente fue grabada en Inglés), en las "Raras Tocatas Nuevas" en el año 2001, esa versión puede ser encontrada en el álbum Apgar: 10.
- Datos: Q2894567